# Wojciech Mojzesowicz
Wojciech Mojzesowicz (ur. 25 czerwca 1954 w Bydgoszczy) – polski działacz związkowy, polityk, rolnik, poseł na Sejm kontraktowy (X kadencji) oraz na Sejm RP I, IV, V i VI kadencji, w 2006 sekretarz stanu w Kancelarii Prezesa Rady Ministrów, w 2007 minister rolnictwa i rozwoju wsi w rządzie Jarosława Kaczyńskiego.

## Życiorys

### Wykształcenie i praca zawodowa
W 1974 ukończył Państwowe Technikum Rolnicze w Karolewie (uczęszczał do jednej klasy z Andrzejem Lepperem). Należał do władz Związku Młodzieży Wiejskiej. Od 1974 prowadzi indywidualne gospodarstwo rolne w Gogolinku. Był prezesem ochotniczej straży pożarnej na poziomie gminnym.

### Działalność polityczna
W 1981 został przewodniczącym gminnym Niezależnego Samorządnego Związku Zawodowego Rolników Indywidualnych „Solidarność”. W 1989 został po raz pierwszy wybrany do Sejmu X kadencji z listy Zjednoczonego Stronnictwa Ludowego (jako przedstawiciel ZMW). Od 1990 do 2000 pełnił funkcję prezesa zarządu wojewódzkiego Polskiego Stronnictwa Ludowego. W wyborach w 1991, otrzymawszy 5604 głosy został posłem I kadencji jako członek PSL z ramienia „Bydgoskiej Listy Jedności Ludowej”. Od 1991 do 1993 pełnił funkcję wiceprzewodniczącego Komisji Spraw Zagranicznych.
W wyborach parlamentarnych w 1993 bez powodzenia kandydował do Senatu, a w wyborach w 1997 do Sejmu (otrzymał 4238 głosów). W latach 1998–2001 zasiadał w sejmiku kujawsko-pomorskim. Od 1999 do 2002 był wiceprzewodniczącym Związku Zawodowego Rolnictwa „Samoobrona”. W listopadzie 2000 wystąpił z PSL.
W wyborach parlamentarnych w 2001 jako kandydat bezpartyjny z listy Samoobrony Rzeczypospolitej Polskiej, otrzymawszy 14 870 został posłem IV kadencji, w trakcie której pełnił funkcję przewodniczącego Komisji Rolnictwa i Rozwoju Wsi. Był I wiceprzewodniczącym Klubu Parlamentarnego Samoobrony RP. W listopadzie 2002 wystąpił z klubu po ostrym konflikcie z Andrzejem Lepperem. Założył następnie wraz z grupą kilku posłów, którzy także opuścili Samoobronę RP koło poselskie Polski Blok Ludowy, którego został przewodniczącym. Utworzył także partię o takiej samej nazwie i również stanął na jej czele. Ugrupowanie zostało wyrejestrowane w 2004, a koło poselskie przestało istnieć w 2005. W 2005 Wojciech Mojzesowicz przystąpił do Prawa i Sprawiedliwości, z listy którego w wyborach parlamentarnych w 2005 dostał się do Sejmu V kadencji (otrzymał 12 601 głosów).
9 września 2006, po rezygnacji z funkcji przewodniczącego sejmowej Komisji Rolnictwa (spowodowanej konfliktem z klubem Samoobrony RP), został mianowany przez Jarosława Kaczyńskiego na stanowisko sekretarza stanu w Kancelarii Prezesa Rady Ministrów odpowiedzialnego za kwestię polityki rolnej. Pełnił tę funkcję do 23 października 2006. Od 1 czerwca 2007 do 10 lipca 2007 był posłem niezrzeszonym, z klubu parlamentarnego PiS odszedł w sprzeciwie wobec obecności Andrzeja Leppera i Samoobrony RP w rządzie i koalicji (pozostawał jednak członkiem partii). Wrócił do klubu PiS 10 lipca 2007, już po dymisji Andrzeja Leppera.
27 września 2006 nagrane z ukrycia rozmowy ministra Wojciecha Mojzesowicza z posłanką Renatą Beger w sprawie jej poparcia dla rządu Jarosława Kaczyńskiego oraz korzyściach, jakie miałaby dzięki temu osiągnąć, stały się jedną z głównych przyczyn wybuchu tzw. afery taśmowej. 23 października 2006 Wojciech Mojzesowicz podał się do dymisji ze stanowiska sekretarza stanu. 25 października 2006 Komisja Etyki Poselskiej ukarała posła upomnieniem za udział w tzw. aferze taśmowej.
31 lipca 2007 został powołany na urząd ministra rolnictwa i rozwoju wsi. Stanowisko to zajmował do 16 listopada 2007. W wyborach parlamentarnych w 2007 po raz piąty uzyskał mandat poselski, otrzymując w okręgu bydgoskim 37 634 głosy. 21 kwietnia 2009 wystąpił z PiS oraz z klubu parlamentarnego tej partii, motywując to zmianą lidera listy PiS w wyborach do Parlamentu Europejskiego w okręgu kujawsko-pomorskim. W czerwcu 2010 powrócił do klubu PiS, a w październiku tego samego roku wstąpił do partii. W listopadzie 2010 ponownie wystąpił z Prawa i Sprawiedliwości i przystąpił do nowo utworzonego klubu poselskiego stowarzyszenia Polska Jest Najważniejsza, w którym objął funkcję wiceprzewodniczącego. 8 lipca 2011 wstąpił do partii PJN i objął w niej funkcję wiceprezesa. W 2011 nie ubiegał się o reelekcję w wyborach parlamentarnych.
7 grudnia 2013, wraz z innymi działaczami rozwiązanej wówczas PJN, współtworzył partię Polska Razem. Tydzień później został jej skarbnikiem. Pełnił również funkcję pełnomocnika ugrupowania w województwie kujawsko-pomorskim. W marcu 2014 opuścił Polskę Razem. Brał udział w reaktywacji Polskiego Bloku Ludowego jako nieformalnego ugrupowania pod przewodnictwem Wacława Klukowskiego, Wojciech Mojzesowicz został jednym z jego liderów (zawarło ono porozumienie z Solidarną Polską przed wyborami do Parlamentu Europejskiego). W 2019 kandydował bez powodzenia z listy Konfederacji w okręgu mazowieckim do PE oraz w wyborach do Sejmu w okręgu gdańskim. W listopadzie tego samego roku współtworzył działającą w ramach tej formacji nieformalną Konfederację Rolniczo-Konsumencką, zostając jej wiceprezesem. W 2021 współtworzył stowarzyszenie „Tak, Polska!”. W tym samym roku objął funkcję przewodniczącego kujawsko-pomorskiej rady wojewódzkiej NSZZ „Solidarność” RI.

## Wyniki wyborcze
| Wybory | Komitet wyborczy | Komitet wyborczy                              | Organ                                              | Okręg          | Wynik           |
| ------ | ---------------- | --------------------------------------------- | -------------------------------------------------- | -------------- | --------------- |
| 1989   |                  | Zjednoczone Stronnictwo Ludowe                | Sejm X kadencji                                    | nr 14          | 23 873 (50,29%) |
| 1989   | 40 176 (56,01%)  | Zjednoczone Stronnictwo Ludowe                | Sejm X kadencji                                    | nr 14          |                 |
| 1991   |                  | Bydgoska Lista Jedności Ludowej               | Sejm I kadencji                                    | nr 17          | 5604 (1,67%)    |
| 1993   |                  | Polskie Stronnictwo Ludowe                    | Senat III kadencji                                 | woj. bydgoskie | 54 312 (12,33%) |
| 1997   |                  | Polskie Stronnictwo Ludowe                    | Sejm III kadencji                                  | nr 6           | 4238 (1,12%)    |
| 1998   |                  | Przymierze Społeczne                          | Sejmik Województwa Kujawsko-Pomorskiego I kadencji | nr 2           | 6531 (6,33%)    |
| 2001   |                  | Samoobrona Rzeczpospolitej Polskiej           | Sejm IV kadencji                                   | nr 4           | 14 870 (4,32%)  |
| 2005   |                  | Prawo i Sprawiedliwość                        | Sejm V kadencji                                    | nr 4           | 12 601 (4,42%)  |
| 2007   |                  | Prawo i Sprawiedliwość                        | Sejm VI kadencji                                   | nr 4           | 37 634 (8,98%)  |
| 2019   |                  | KWW Konfederacja KORWiN Braun Liroy Narodowcy | Parlament Europejski IX kadencji                   | nr 5           | 791 (0,09%)     |
| 2019   |                  | Konfederacja Wolność i Niepodległość          | Sejm IX kadencji                                   | nr 25          | 661 (0,12%)     |

## Życie prywatne
Syn Stanisława i Bożeny Mojzesowiczów, pochodzi z rodziny o korzeniach ormiańskich. Jest żonaty, ma dwoje dzieci.